# Tomás Mojarro
Tomás Mojarro Medina (Jalpa, Zacatecas, 21 de septiembre de 1932; Ciudad de México, 11 de enero de 2022), conocido como El Valedor, fue un escritor, periodista de oficio, intelectual y ocasional actor de cine mexicano. Su apelativo "valedor" proviene del significado que se le otorga en México a la palabra «valedor» como sinónimo coloquial de amigo o de quien se "da a valer", como lo declaraba él mismo.

## Biografía
Hijo de Tula Medina y de Juan Mojarro y padre de Tomás Mojarro Villarreal, Mayahuel Mojarro y Ariel Mojarro, estudió filosofía y teología en el Seminario Conciliar de Querétaro, sin concluir, y filosofía y letras en Guadalajara. A la edad de 89 años, falleció en la Ciudad de México, el 11 de enero de 2022.

## Trayectoria

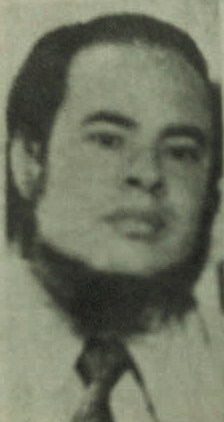
Tomás Mojarro, en una imagen de juventud, en los años sesenta.

Fue conductor y colaborador en el Canal Once de televisión del Instituto Politécnico Nacional (IPN) y en Radio UNAM. Fue profesor en el Centro Universitario de Teatro (CUT) de la Universidad Nacional Autónoma de México.[cita requerida]
Fue becario de El Colegio de México (Colmex), de 1958 a 1959, y del Centro Mexicano de Escritores, en narrativa, de 1959 a 1961.[cita requerida]
Colaboró en Summa, Et cætera, Revista de la Universidad de México, Revista Mexicana de Literatura, El Sol de México (suplemento cultural), Unomásuno y en periódicos de provincia.
En su natal Jalpa, Zacatecas, se denominó una calle en su honor.[cita requerida]
Obtuvo el Premio México en 1973 por su escrito Trasterra, quizá el único premio que aceptó en su vida.
Dadas sus poderosas  convicciones personales, acostumbraba evitar los reconocimientos, galardones, y declinaba los premios. «El premio coopta», solía decir.
En 1983 participó en el filme experimental Figuras de la Pasión, de  Rafael Corkidi.  Este filme es un auto sacramental que narra la trágica historia de la Pasión de Cristo. El maestro Mojarro interpretó al personaje de Jesús.
En 1985 colaboró con Televisión Mexiquense al participar como conductor en más de 100 cápsulas con temas variados con el nombre de "Charlas sin sentido", con guion de su autoría.
Entre 2015 y 2018 colaboró en el Periódico Metro, que se distribuye en la Ciudad de México; algunos artículos quedaron almacenados en su bitácora de Internet El Valedor.

## Características de su obra
Inspirado en La familia Burrón, de Gabriel Vargas, y en el entorno urbano, creó su propia galería de personajes, que dieron forma a las historietas de El Valedor, 1988-1989, donde él mismo aparece representado.[cita requerida]
En éstas colaboraron: los caricaturistas Rruizte, Feder (Roberto Castro), Miguel Ángel Robles y Po, entre otros.[cita requerida]
En El Valedor se muestra la corrupción del político, del funcionario público, del policía, de los burócratas y del ciudadano común; todos llevados ante espejo trágico y cómico del arte.[cita requerida]
Delineó ahí, y posteriormente, los perfiles de "El Jerásimo" (primo del Revolucionario Ins.), el "Sr. Táchira" (su maestro), "El Juguero" (su vecino), "Tano" (el vulcanizador, que al propio tiempo es travesti y actúa como "La Princesa Tamal" [tomado de La Princesa Yamal]), "La tía Conchis", "El Cosilón", etcétera.[cita requerida]
La mayoría de estos personajes tienen un lugar dentro de sus artículos, a los que denomina Fabulillas, por la fábula o moraleja que contienen.[cita requerida]
Además del humanismo, en sus exposiciones abordó con destreza temas de teoría política, organización popular y transformación moral del mexicano.[cita requerida]
Sus participaciones se recargan en el materialismo histórico, del que reivindica con frecuencia a sus escuchas los conceptos de enemigo histórico y lucha de clases.[cita requerida]
Con ayuda de sus maestros, aportó una propuesta teórico-práctica de organización y movilización social y política que se basa en el Materialismo Histórico y la historia de México, esa "estrella polar" que le llama él.[cita requerida]

## Colaboraciones recientes
- En Radio UNAM, donde tenía su programa Domingo 7, todos los domingos de 11.00 a 12.00 horas.
- Entre 2016 y 2018 colaboró en la Revista Zócalo.
- En Radio Centro participó en el programa Buenos días, conducido por el locutor Héctor Martínez Serrano.

## Obra publicada

### Biografía
- Autobiografía de Tomás Mojarro, México, Empresas Editoriales, 1966.

### Cuento
- Cañón de Juchipila, México, Fondo de Cultura Económica, Letras Mexicanas, 1960.
- Yo el valedor y el Jerásimo, México, Fondo de Cultura Económica, Colección Popular, 1986.
- Cantar del Pájaro-Nido, 2007. (formato digital)

### Novela
- Bramadero, México, Fondo de Cultura Económica, Letras Mexicanas, 1963.
- Malafortuna, México, Joaquín Mortiz, Serie del Volador, 1966.
- Trasterra, México, Novaro, 1973.

### Política
- Mis Valedores, al poder popular, Grijalbo, 1997.